# Glaucina epiphysaria
Glaucina epiphysaria är en fjärilsart som beskrevs av Dyar 1908. Glaucina epiphysaria ingår i släktet Glaucina och familjen mätare. Inga underarter finns listade i Catalogue of Life.